# Joseph Aude
Joseph Aude, detto anche Le Chevalier Aude (Apt, 10 dicembre 1755 – Parigi, 5 ottobre 1841), è stato un drammaturgo e poeta francese.

## Biografia
Joseph Aude pur di umili origini, riuscì a studiare ad Avignone grazie all'intervento e all'aiuto del vescovo della città natale.
Si avvicinò alla letteratura e all'età di vent'anni esordì con un vaudeville, intitolato La festa delle Muse (La fête des Muses).
La sua carriera proseguì con altri vaudevilles, farse e drammi patetici, tra i quali L'inglese Heloise (L'Héloïse anglaise,1778), Il ritorno di Camille a Roma (Le retour de Camille à Rome, 1788), dramma eroico.
In quegli anni fu segretario del marchese Domenico Caracciolo a Napoli e a Palermo e, dopo essere ritornato in patria, di Georges-Louis Leclerc de Buffon, di cui fu anche biografo, scrivendo dopo la morte del conte il libro Vita privata del conte de Buffon (Vie privée du comte de Buffon, 1788).
Il suo grande successo teatrale iniziò nel 1793, e proseguì per una quindicina di anni, grazie ad una serie di farse e vaudevilles incentrate su due personaggi, due tipi comici già noti, tratti dal folclore popolare: "Cadet Roussel", il prototipo dei grulli, e "Madame Angot", la popolana arricchita e cafona.
Queste opere, recitate soprattutto da Brunet, nei teatri parigini, ottennero un grande successo, consentendo ad Aude di dimostrare tutte le sue capacità come commediografo, a cui però difettava un pochino l'autodisciplina, e difatti morì in ristrettezze economiche.
Nominato, nel 1781 circa, cavaliere dell'Ordine di Malta, fu da allora in poi Le chevalier Aude.

## Opere
- Bedéno, ou le Sancho de Bisnagar (1778);
- Vie privée du comte de Buffon (1788);
- Toulon reconquis (1793);
- La Mort du général Hoche (1797);
- Madame Angot au sérail de Constantinople (1800);
- Jean-Jacques au Paraclet et les Perruques à la mode (1809);
- La Double Intrigue et le Bureau de renseignement (1810);
- Le Veuvage de Manon (1823);
- La France et l'Italie au pied des Alpes;
- La Ruse d'un jaloux, o la Double intrigue;
- La Paix;
- Les Petits ricochets;
- Monval et Sophie;
- Matapan, o les Assassinats de l'amour;
- Collin d'Harleville aux Champs-Élysées;
- Diderot, ou le Voyage à Versailles;
- Arlequin sourd-muet, o Cassandre opérateur;
- Le Message aux Champs-Élysées, o la Fête des arts et de l'amitié;
- Léon de Norveld, o le Prisonnier de Stockholm;
- La Veille d'une grande fête;
- Les Deux colons;
- Le Café d'une petite ville;
- Le Nouveau Ricco, o la Malle perdue;
- Le Béverley d'Angoulême;
- La Nuit d'un joueur, o le Petit Béverley;
- Lettre d'un vieillard de Ferney à l'Académie française;
- La Critique de Madame Angot au sérail;
- Mercure à Paris;
- Corneille au Capitole;
- Canardin, o les amours du quai de la volaille.

### Les Cadet Roussel
- Cadet-Roussel, barbier à la Fontaine des Innocents;
- Cadet-Roussel, o le Café des aveugles (1793);
- L'École tragique, o Cadet-Roussel maître de déclamation;
- Cadet-Roussel au jardin turc;
- Cadet-Roussel aux Champs-Élysées, o la Colère d'Agamemnon.